# Mouriri spathulata
Mouriri spathulata är en tvåhjärtbladig växtart som beskrevs av August Heinrich Rudolf Grisebach. Mouriri spathulata ingår i släktet Mouriri och familjen Melastomataceae.
Artens utbredningsområde är Kuba. Utöver nominatformen finns också underarten M. s. brachypoda.